# در ۱۰۰ سال…
«در ۱۰۰ سال...» (به انگلیسی: In 100 Years...) تک‌آهنگی از مدرن تاکینگ است که در سال ۱۹۸۷ میلادی منتشر شد. این تک‌آهنگ در آلبوم در باغ ونوس قرار داشت.
این ترانه در مورد شخصی است که معتقد است عدم همدلی و درک فعلی ممکن است منجر به آینده ای dystopian شود که در آن احساسات ، از جمله عشق غیرقانونی باشد ، و در آن ابراز عاشقانه و انسانیت فقط یک خاطره دور باشد.